# Schoonheidsideaal

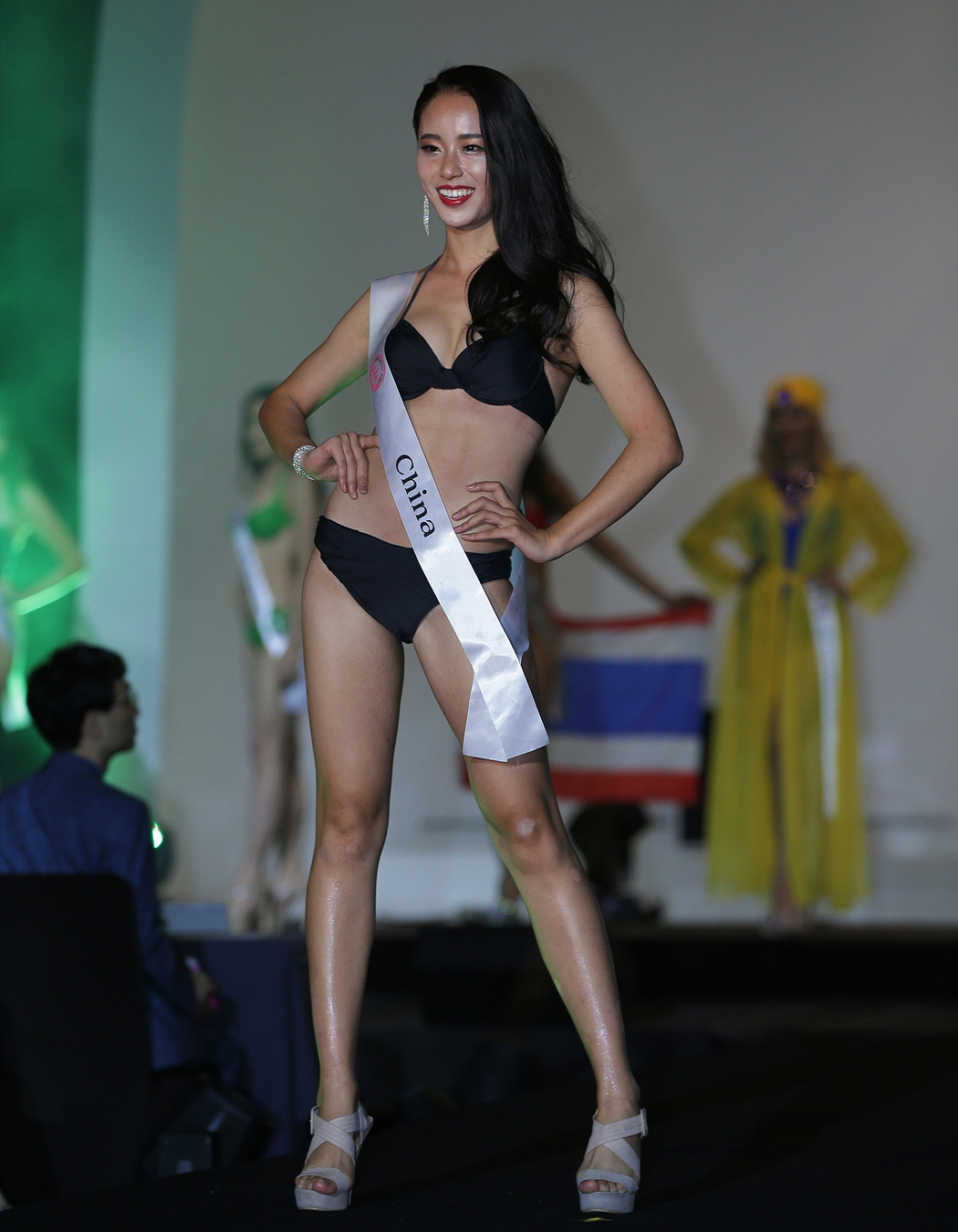
World beauty queen 2018

Een schoonheidsideaal is wat binnen een bepaalde cultuur als het toppunt van menselijke schoonheid wordt beschouwd. Er zijn individuele verschillen in de perceptie van aantrekkelijkheid, maar veel is ook sociaal en cultureel bepaald en verschilt dus afhankelijk van plaats, tijd en cultuur. In verschillende culturen en periodes zijn zo verschillende schoonheidsidealen tot stand gekomen, met name voor vrouwen. Schoonheidsidealen worden verspreid en in stand gehouden door media, reclame en populaire cultuur en zijn onderhevig aan globalisering. Binnen een cultuur kunnen er verschillende, soms tegenstrijdige ideaalbeelden bestaan.
Schoonheidsidealen kunnen, zeker wanneer ze onrealistisch of praktisch onhaalbaar zijn, een negatieve invloed hebben op het lichaamsbeeld en de eigenwaarde van personen die ze nastreven. Zo wordt het huidige westerse schoonheidsideaal als onmogelijk te bereiken beschouwd voor de meeste vrouwen. Het streven naar het geïdealiseerde postuur van een kleine groep slanke fotomodellen en mannequins kan aanleiding geven tot een negatief zelfbeeld en aandoeningen als anorexia. Uit verzet hiertegen onderneemt men soms pogingen om 'te magere' modellen te verbieden.

## Westers schoonheidsideaal

### Vrouw
In het Westen in de 21e eeuw is de ideale vrouw jong, slank en blank met lange benen, ronde borsten, grote ogen, volle lippen en een egale huid.
Het Europese en westerse schoonheidsideaal veranderde ingrijpend in de loop van de geschiedenis. In de renaissance keek men op naar mollige dames met een grote boezem, ronde buik en lichte huid. Een bruine huid werd geassocieerd met werken op het land en hoorde dus niet bij de hogere kringen, die zich zelfs poeierde met het (giftige) loodwit om een witte huid te bereiken.
In de 19e eeuw werd een slanke taille begeerlijk, die gerealiseerd werd door het dragen van corsetten. Tijdens de jaren 20 van de 20ste eeuw veranderde het schoonheidsideaal en werd een recht figuur met kleine borsten het streefdoel. In de jaren 30 tot 50 kwam een uitgesproken zandloperfiguur op. Het schoonheidsideaal van de jaren 60 was mager en jongensachtig, terwijl er in de jaren 70 meer aandacht was voor naturelle looks en diverse huidskleuren.
In de jaren 1980 maakten supermodellen een opmars: lange, slanke en atletisch gebouwde topmodellen. Extreem mager, androgyn en bleek was een schoonheidsideaal uit de jaren 90 (heroin chic), net zoals men opkeek naar 'babes' die een slanke figuur combineren met grote borsten.In de jaren 10 van de 21ste eeuw wordt het schoonheidsideaal van een slank lichaam ter discussie gesteld door de body positivity beweging, en komen curvy modellen in opkomst, mede gepromoot door verschillende influencers.

#### Lichaamshaar
In het Westen is lichaamshaar bij vrouwen gestigmatiseerd en taboe. Vrouwen met lichaamshaar worden bijvoorbeeld bestempeld als onhygiënisch, lelijk, mannelijk en gek. De norm van lichaamsontharing by vrouwen is volgens historici terug te leiden tot het einde van de negentiende en begin twintigste eeuw. De invloed van Charles Darwins De afstamming van de mens zorgde ervoor dat steeds meer mensen het hebben van veel of weinig lichaamshaar gingen zien als veroorzaakt door seksuele selectie in plaats van door God. Verschillende wetenschappers baseerden hier racistische en seksistische theorieën op, waardoor lichaamshaar bij vrouwen werd gezien als iets ongewensts. Een grotere hoeveelheid lichaamshaar werd hierdoor geassocieerd met seksuele en mentale afwijkingen en slechte hygiëne. Door de veranderende mode werden vrouwenlichamen steeds zichtbaarder. In de jaren 10 en 20 van de twintigste eeuw kwamen jurken zonder mouwen in de mode, waardoor de oksels van vrouwen te zien waren. Dit ging samen met de opkomst van modefotografie en de groeiende hoeveelheid tijdschriften gericht op een vrouwelijk publiek, waarin advertenties voor ontharingsproducten werden geplaatst. Hierdoor kwamen vrouwen meer in aanraking met het haarloze schoonheidsideaal en tussen de jaren 20 en 40 werd het verwijderen van lichaamshaar bij vrouwen de norm.

### Man
In het Westen in de 21ste eeuw is de ideale man groot, gespierd en breedgebouwd, waarbij het torso een V-vorm heeft. Hij heeft een gezicht met een uitgesproken kaaklijn en jukbeenderen.Het hebben van een six-pack geldt als nastrevenswaardig. Lichaamsbeharing wordt steeds minder geaccepteerd en net als vrouwen gaan ook mannen het lichaam scheren, waxen en laseren om haar te laten verwijderen.

## Invloed sociale media
Na 2010 werd het op sociale media mogelijk om met filters een foto te verfraaien. Hierdoor wordt het steeds vanzelfsprekender voor (jonge) mensen om dit plaatje ook fysiek te realiseren. Om volle lippen te creëren worden fillers in de lippen ingespoten. Gebitsregulering is vanzelfsprekend. Om een wit gebit te bereiken wordt gekozen voor facings. Daarnaast wordt gekozen voor permanente make-up door tatoeëring om volle wenkbrauwen te bereiken. Ook cosmetische chirurgie werd vanzelfsprekender.